# Jurij Wowk
Jurij Wowk, ukr. Юрій Вовк (ur. 11 listopada 1988 we Lwowie) – ukraiński szachista, arcymistrz od 2008 roku.

## Kariera szachowa
Do połowy 2003 r. nie osiągnął znaczących sukcesów szachowych (ranking w dniu 1 października 2003 – 2243 pkt). Pod koniec 2003 r. zwyciężył w turniejach rozegranych w Tarnopolu i Lwowie (wspólnie z Michaiłem Kozakowem). W 2004 r. zdobył srebrny (w kategorii do 16 lat) oraz brązowy medal (do 18 lat) w mistrzostwach kraju juniorów, natomiast w 2007 – tytuł mistrza Ukrainy (do 20 lat). Dzięki tym sukcesom, w 2004 r. reprezentował Ukrainę na mistrzostwach Europy do 16 lat, a w 2007 – na mistrzostwach świata juniorów do 20 lat.
Normy na tytuł arcymistrza wypełnił w 2007 roku. Do jego sukcesów w turniejach międzynarodowych należą:
- 2006 – dz. I m. w Pommerit-Jaudy (wspólnie z Jurijem Kryworuczko), dz. II m. we Lwowie (za Wjaczesławem Zacharcowem, wspólnie z Iwanem Popowem),
- 2007 – dz. I m. w Martuni (wspólnie z Li Chao i Geetha Gopalem), dz. I m. w Saratowie (wspólnie z Martinem Krawciwem), dz. I m. we Lwowie (wspólnie z Michaiło Oleksienko), dz. I m. w Liverpoolu (wspólnie z Danielem Fridmanem, Emanuelem Bergiem, Alexandre Dgebuadze, Ehsanem Ghaemem Maghamim, Danielem Gormallym, Bogdanem Laliciem i Kjetilem Lie), dz. II m. w Rochefort (za Martinem Krawciwem, wspólnie z Andriejem Wowkiem i Neurisem Delgado),
- 2008 – I m. w Szombathely, dz. II m. we Lwowie (za Jarosławem Żerebuchem, wspólnie z Lewonem Babujanem),
- 2009 – I m. w Cappelle-la-Grande[2], I m. w Jelcu, dz. I m. we Lwowie (wspólnie z Mychajło Ołeksijenko i Romanem Widoniakiem), dz. I m. w Le Touquet (wspólnie z Jean-Noelem Riffem i Bartłomiejem Heberlą),
- 2011 – dz. I m. w Dieren (wspólnie z Władimirem Georgiewem i Maksimem Turowem),

...
- 2014 – I m. w Padwie[3].

Najwyższy ranking w dotychczasowej karierze osiągnął 1 lipca 2015 r., z wynikiem 2632 punktów.